# 奧拉區

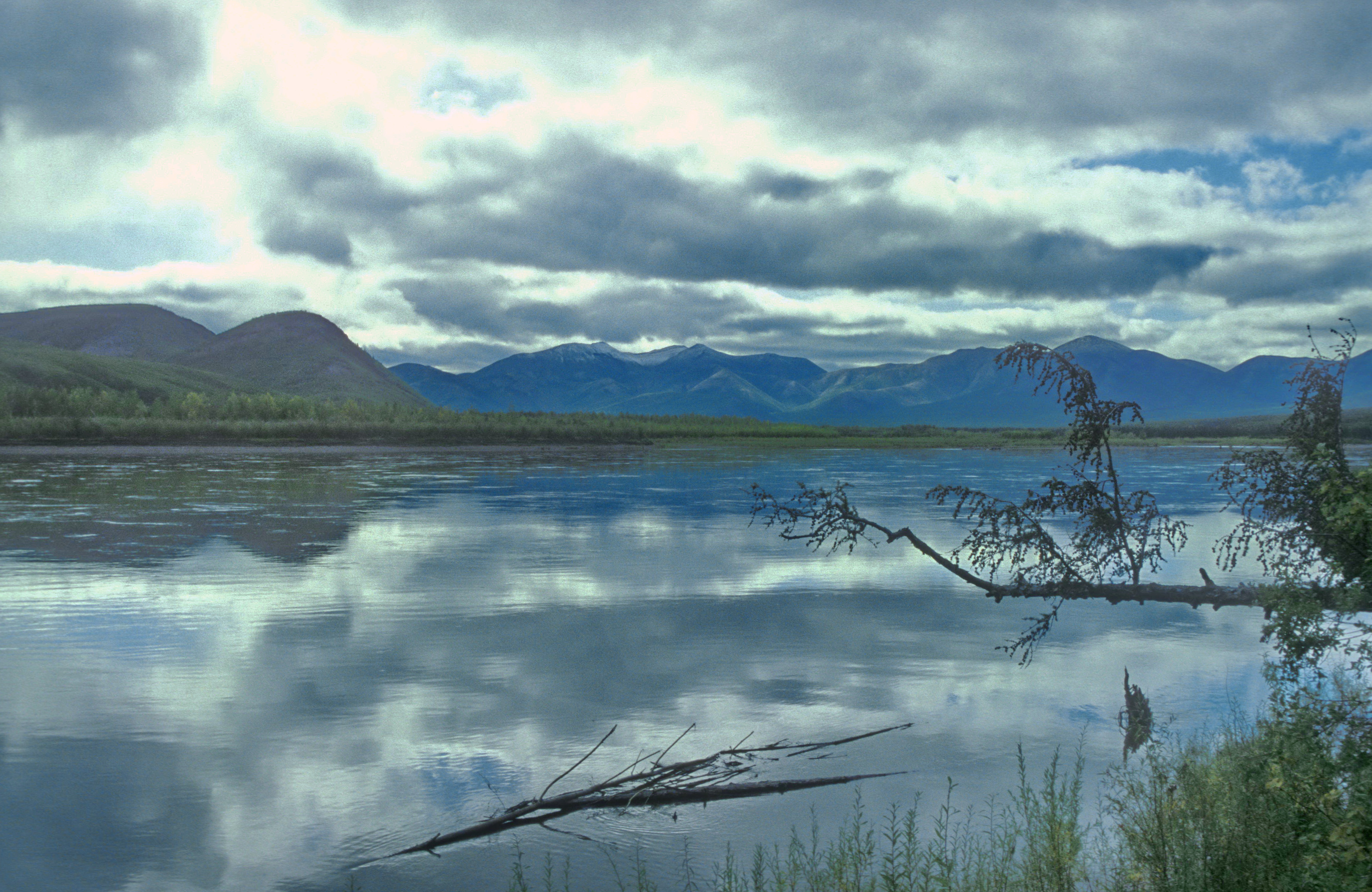

59°34′N 151°8′E / 59.567°N 151.133°E
奧拉區（俄语：Ольский район），是俄羅斯的一個區，位於該國東北部，由馬加丹州負責管轄，面積75,900平方公里，2010年該區人口10,496，人口密度每平方公里0.14人。